# Перепечин, Михаил Романович
Михаи́л Рома́нович Перепе́чин (24 апреля 1924, Новогеоргиевка 2-я, Уральская область — 18 января 1989, Алма-Ата) — участник Великой Отечественной войны, Герой Советского Союза, лейтенант. После войны работал мастером на заводах и в алма-атинском ремстройтресте.

## Биография
Михаил Романович Перепечин родился 24 апреля 1924 года в крестьянской семье в селе Новогеоргиевка 2-я Новогеоргиевского-2 сельсовета Петуховского района Ишимского округа Уральской области, ныне село входит в Петуховский муниципальный округ Курганской области. Русский.
После окончания Утчанской семилетней школы работал в колхозе «Заря новой жизни». В конце 1930-х годов семья переехала в город Первоуральск Свердловской области. Здесь Михаил Перепечин окончил школу фабрично-заводского обучения.
15 сентября 1942 года призван Петуховским РВК в ряды Рабоче-крестьянской Красной Армии. Окончил полковую школу.
На фронтах Великой Отечественной войны с 1943 года. Служил в разведке, командир отделения взвода пешей разведки, затем помощник командира разведывательного взвода 759-го стрелкового полка 163-й стрелковой дивизии 40-й армии 2-го Украинского фронта. Член ВЛКСМ.
Сержант М. Р. Перепечин особо отличился при форсировании реки Южный Буг. 13 марта 1944 года Перепечин с группой разведчиков одним из первых на подручных средствах переправился через реку Южный Буг у города Ладыжин Тростянецкого района Винницкой области Украины. Завязал бой на правом берегу, чем способствовал форсированию реки другими подразделениями. В ходе боя Перепечин был ранен, но продолжал сражаться до подхода подкрепления.
Указом Президиума Верховного Совета СССР от 13 сентября 1944 года за героизм и мужество, проявленные при форсировании реки Южный Буг, сержанту Перепечину Михаилу Романовичу присвоено звание Героя Советского Союза с вручением ордена Ленина и медали «Золотая Звезда» под номером 4246.
В сентябре 1944 года получил краткий отпуск в Москву, где в Кремле М. И. Калинин вручил Михаилу Романовичу Перепечину Золотую Звезду Героя Советского Союза и орден Ленина.
В 1945 году окончил курсы младших лейтенантов. День Победы встретил в Австрии в городе Вене. В 1946 году лейтенант Перепечин уволен в запас.
После войны работал в Первоуральске мастером трубопрокатного цеха Старотрубного завода. В 1954 году переехал в город Новая Ляля. Работал на Ново-Лялинском целлюлозно-бумажном комбинате.
С 1951 года член ВКП(б), в 1952 году партия переименована в КПСС.
В 1962 году с семьей переехал в Казахскую ССР в город Алма-Ату. Заведовал отделом коммунального хозяйства в одном из районов города, затем работал мастером алма-атинского ремстройтреста. Избирался депутатом Ленинского районного Совета депутатов трудящихся города Алма-Аты. В 1968 году ушёл на заслуженный отдых.
К концу жизни 13 лет был без ноги, ампутировали — сказались последствия ранения.
Михаил Романович Перепечин скончался 18 января 1989 года в городе Алма-Ате. Похоронен на Центральном кладбище Ленинского района города Алма-Аты Алма-Атинской области Казахской ССР, ныне кладбище находится в Жетысуском районе города республиканского значения Алма-Аты Республики Казахстан.

## Награды
- Герой Советского Союза, 13 сентября 1944 года[2][3][4][5]
  - Медаль «Золотая Звезда» № 4246
  - Орден Ленина
- Орден Отечественной войны I степени — дважды, в том числе: 23 марта 1944 года[6]; 1985 год(?)
- Орден Славы III степени, 23 февраля 1944 года[7]
- Наградные часы

## Память
- Имя Героя носит средняя школа № 3 города Первоуральска, имя присвоено в 1990 году.
- Упомянут на памятнике «Зауральцам — Героям Советского Союза», город Курган, ул. Володарского 77 — 55°26′22″ с. ш. 65°20′19″ в. д.HGЯO
- Мемориальная доска, установлена в МКОУ «Новогеоргиевская основная общеобразовательная школа»" в 2015 году, организация ликвидирована 27 января 2023 года, Курганская область, Петуховский муниципальный округ, село Новогеоргиевка 2-я, пер. Школьный, 6 — 55°16′35″ с. ш. 67°50′15″ в. д.HGЯO
- В музее боевой и трудовой славы ОАО «Первоуральский Новотрубный завод» экспонируется большой портрет М.Р. Перепечина, выполненный Свердловским творческим производственным комбинатом Художественного фонда РСФСР. Рядом стенд с фотографиями и документами Героя[8].

## Семья
- Михаил Перепечин был женат, в семье двое детей: сын Владимир и дочь Валентина Сергеева.
- Племянник Владимир Рыков[9].